# Dropmire

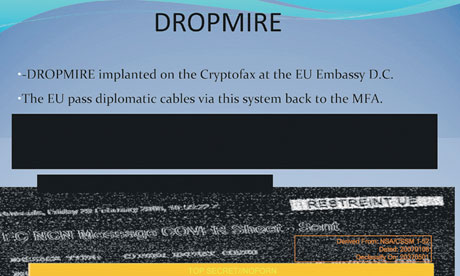
Programma di spionaggio

Dropmire è un programma di sorveglianza segreto dell'Agenzia di sicurezza nazionale statunitense con lo scopo di sorvegliare le ambasciate straniere e gli staff diplomatici, inclusi gli alleati NATO.
L'esistenza del programma fu rivelata nel giugno 2013 da Edward Snowden attraverso il quotidiano The Guardian .
Il rapporto rivela che erano sotto sorveglianza almeno 28 ambasciate straniere fino al 2007.